# Davide Saitta
Davide Saitta (Catania, 23 giugno 1987) è un pallavolista italiano, palleggiatore della Saturnia Acicastello.

## Carriera

### Club
La carriera di Davide Saitta inizia nel 2002 quando entra a far parte del Milvus Catania, in Serie C; nella stagione successiva passa al Latina, con cui gioca nelle giovanili, per poi passare a metà campionato in prima squadra, in Serie A1. La stessa situazione si verifica anche nelle due annate successive quando però veste la maglia del Treviso.
Nella stagione 2006-07 è alla Reima Crema, in Serie A2, mentre l'annata seguente ritorna al club di Treviso, dove resta per due stagioni, vincendo anche una Supercoppa italiana.
Dopo il campionato 2009-10, nuovamente a Latina, in quello 2010-11 gioca per il Forlì, tuttavia nel mese di dicembre viene ceduto alla Sir Safety Perugia, in serie cadetta, con cui conclude l'annata; a stagione 2011-12 già iniziata si trasferisce a La Fenice Isernia, sempre in Serie A2.
Nella stagione 2012-13 viene ingaggiato dal Molfetta, con cui ottiene la promozione in Serie A1, nella quale gioca nel campionato successivo, sempre con lo stesso club; a partire dalla stagione 2014-15 si trasferisce nella Ligue A francese, dove resta per un quadriennio giocando dapprima nello Spacer's Toulouse, quindi nel Paris, con cui si aggiudica la vittoria del campionato 2015-16, ed infine per due annate al Montpellier.
Ritorna in Italia nella stagione 2018-19 tesserato dalla Porto Robur Costa, in Superlega, mentre nella stagione 2020-21 si accasa alla Callipo di Vibo Valentia, sempre nella stessa divisione; dopo un biennio nel club calabrese, terminato con la retrocessione in Serie A2, per l'annata 2022-23 viene ingaggiato dal Padova.
Nella stagione 2023-24 firma per il Cisterna, ancora una volta nel massimo campionato italiano, mentre l'annata successiva scende in serie cadetta, ingaggiato dalla Saturnia Acicastello.

## Nazionale
Nel 2005, con la nazionale under 19, vince la medaglia di bronzo sia al campionato europeo che a quello mondiale, mentre nel 2006, con la selezione under 20, vince l'ennesimo bronzo al campionato europeo di categoria.
Nel 2008 ottiene le prime convocazioni in nazionale, con cui l'anno successivo vince la medaglia d'oro ai XVI Giochi del Mediterraneo di Pescara; nel 2013 conquista invece la medaglia d'argento al campionato europeo.

## Palmarès

### Club
- Campionato francese: 1

2015-16
- Supercoppa italiana: 1

2007

### Nazionale (competizioni minori)
- Campionato europeo under 19 2005
- Campionato mondiale under 19 2005
- Campionato europeo under 20 2006
- Giochi del Mediterraneo 2009

### Premi individuali
- 2005 - Campionato europeo under 19: Miglior palleggiatore
- 2007 - Campionato mondiale under 21: Miglior palleggiatore
- 2017 - Ligue A: MVP
- 2017 - Ligue A: Miglior palleggiatore